# Tazirbak
Tazirbak (en rus: Тазырбак) és un poble (possiólok) de l'óblast de Tomsk, a Rússia, que el 2015 tenia 32 habitants.